# Uraniusz
Uraniusz (Uraniusz prezbiter, V wiek) – bliżej nieznany wczesnochrześcijański pisarz, uczeń Paulina z Noli i autor Listu o śmierci Paulina (Epistula de obitu Paulini), napisanego w roku 431 do Pakatusa, który zamierzał opisać żywot Paulina w utworze lirycznym.